# Amblysomus robustus
Amblysomus robustus är en däggdjursart som beskrevs av Bronner 2000. Amblysomus robustus ingår i släktet Amblysomus och familjen guldmullvadar. Den räknades tidigare som underart till Amblysomus hottentotus och godkänns nu oftast som självständig art. IUCN kategoriserar arten globalt som sårbar. Inga underarter finns listade.

## Utseende
Honor är med en kroppslängd av 11 till 14 cm och en vikt av cirka 68 g lite mindre än hanar som blir 12 till 14,5 cm långa och ungefär 85 g tunga. Svansen och yttre öron saknas. Arten är så störst i släktet Amblysomus men medelstor jämförd med guldmullvadar från andra släkten. Pälsen har på ovansidan en rödbrun färg och sidorna är intensivare röd än ryggens topp. Undersidan är täckt av orange päls och kindpåsarna är fram till ögonen gulorange. Framtassarna kännetecknas av stora och kraftiga klor varav den tredje klon är störst. Den är 14 till 17 mm lång och vid starten 5 till 7 mm bred. Hos ungar är ovansidans päls mer gråbrun och kroppens sidor är blekare.

## Utbredning
Denna guldmullvad är endemisk i ett bergsområde i provinsen Mpumalanga i östra Sydafrika. Utbredningsområdet är inte större än 20 000 km². Habitatet utgörs av gräsmarker och marskland. Arten undviker områden med stenig jordmån och hittas även i trädgårdar och i jordbruksmark.

## Ekologi
Amblysomus robustus kan jämförd med andra släktmedlemmar gräva i fastare jord. Individerna är aktiva mellan skymningen och gryningen. De intar under dagens heta timmar ett stelt tillstånd (torpor). Tunnlarna där arten letar efter föda ligger vanligen tät under markytan. Andra tunnlar som är kopplade till en kammare ligger 20 till 80 cm under markytan. Ibland fortsätter tunnelsystemet uppåt i förmultnande trädstubbar. Där är tillgången till födan antagligen bra. Dessutom kan individerna söka skydd i trädstubbarna vid kortvariga översvämningar. Ibland besöks markytan. Arten syns sällan utanför boet under den torra vintern och Amblysomus robustus intar oftare torpor.
Arten har främst daggmaskar och andra maskar som föda. I fångenskap matades individerna framgångsrik med mjölmaskar, larver av Zophobas morio och nyfödda möss. Bytesdjuren behöver vara levande. När honan inte är brunstig lever varje exemplar ensam. Exemplar i fångenskap var mycket aggressiva mot varandra vad som kan bero på stressen i en främmande miljö. Dräktiga honor och honor med aktiva spenar dokumenterades under sensommaren och tidiga hösten mellan mars och april.